# Anthony Scott Burns
Anthony Scott Burns (nascut el 1977) és un cineasta, artista d'efectes visuals i músic canadenc. Després d'iniciar la seva carrera cinematogràfica com a artista d'efectes visuals i director, a partir del 2015 dirigeix tres llargmetratges en preproducció: Dark Matter, Holidays, i Alpha de Plan B Entertainment. També publica música sota el sobrenom de Pilotpriest. La seva pel·lícula,  Our House, es va estrenar el 2018.

## Primers anys
Anthony Scott Burns va néixer a Kitchener (Ontario) l'any 1977. Es va interessar pel cinema a una edat jove i va començar a construir petits models que va anomenar "universos paral·lels". Va començar a treballar en pel·lícules als 16 anys, i als 18 ja estava fent pel·lícules, i diversos dels seus curts guanyaren premis locals.

## Carrera
Als 18 anys, es va traslladar a Toronto on va aconseguir una feina en una botiga de disseny i més tard va ser contractat per MTV Canada com a dissenyador sènior, on va supervisar la creació i direcció de tots els programes en directe intersticials de MTV al Canadà.
El maig de 2011, després de veure algunes de les obres que Burns havia creat al llarg dels anys, Helios Productions va anunciar que havia contractat Burns per dirigir un thriller/ciència-ficció titulat Dark Matter, escrit per Hugh Sterbakov. El rodatge va començar el novembre de 2011 al Canadà. A partir de 2012, Burns tenia la seu a Toronto. El 2012, va ser el supervisor d'efectes visuals de The Last Will and Testament of Rosalind Leigh, i aquell setembre va estrenar el tràiler de Epoch, un curtmetratge construït a partir de metratge per a un videoclip. . El 2013, també va continuar fent curts comercials i tràilers del seu curtmetratge narratiu inèdit Manifold  es van publicar el setembre de 2013. Una "narrativa tech-noir" protagonitzada per Stephen McHattie i Greg Calderone, Manifold es va estrenar als Estats Units al Fantastic Fest 2013. El llançament en línia de Manifold va estar al Staff Picks de Vimeo, i va ser nomenat "Short of the Week" a ShortoftheWeek.com el gener de 2014. El novembre de 2014, va ser contractat per dirigir el thriller sci-fi Alpha, produït per Brad Pitt i Plan B Entertainment. El febrer de 2015, XYZ Films el va contractar, com un dels directors per dirigir la pel·lícula antologia Holidays, juntament amb directors com Scott Stewart, Nicholas McCarthy i Kevin Smith.
Segons vice.com, Anthony Scott Burns va començar a dirigir una pel·lícula anomenada Breathing, i va contractar a Bronwyn Griffin i Austin Garrick per gravar-la. Tanmateix, a causa de les diferències en la direcció creativa durant la postproducció, Burns va abandonar el projecte, seguit d'Electric Youth. Aleshores van optar per publicar la bansa sonora de 23 cançons que van compondre en un àlbum anomenat Breathing (Original Motion Picture Soundtrack From A Lost Film).
Va ser nominat al Canadian Screen Award al Millor Director als 10ns Canadian Screen Awards el 2022 per Come True.

## Filmografia
| Any  | Títol                                         | Tipus                   | Paper                                               |
| ---- | --------------------------------------------- | ----------------------- | --------------------------------------------------- |
| 2012 | The Last Will and Testament of Rosalind Leigh | Llargmetratge           | Supervisor d'efectes visuals                        |
| 2012 | Epoch                                         | Curtmetratge            | Director, visual effects, story(xinès)              |
| 2013 | The Last Exorcism Part II                     | Feature film            | artista d'efectes visuals                           |
| 2013 | Manifold                                      | Curtmetratge            | Director, director de fotografia, guionista, editor |
| 2013 | The Flying Man                                | Curtmetratge            | director de fotografia, editor                      |
| 2013 | Angels, Antiques & Apparitions                | Curtmetratge documental | Apareix com ell mateix                              |
| 2014 | Darknet                                       | Sèrie de televisió      | Dirigeix episodi 5, director de fotografia          |
| 2016 | Holidays                                      | Pel·lícula d'antologia  | Segment director                                    |
| 2018 | Our House                                     | Llargmetratge           | Director                                            |
| 2020 | Come True                                     | Llargmetratge           | Guionista, Director                                 |